# Tillai Aurél

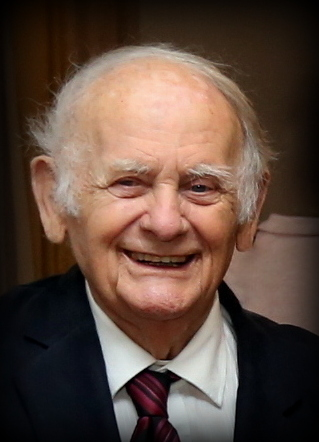
Tillai Aurél, 2020

Tillai Aurél (Pécs, 1930. november 23. –) Kossuth-díjas és Liszt Ferenc-díjas magyar karnagy, zeneszerző, főiskolai oktató, érdemes művész.

## Életpályája
1949–1952 között a pécsi Tanárképző Főiskola magyar-ének szakán, 1954–1960 között ugyanott a Konzervatórium zeneszerzés és zeneelmélet szakán, 1960–1966 között a Népművelési Intézet ének- és karvezetői szakán tanult (itt Párkai István és Kórodi András növendékeként).
1952-től tanított a pécsi Tanárképző Főiskolán, előbb tanársegéd, majd adjunktus, docens, végül 1979-től főiskolai tanár. 1982-től a pécsi Janus Pannonius Tudományegyetem zeneelmélet- és karvezetés-tanára, 2000-től Professor Emeritus. Karnagy 1958-tól a Pécsi Nevelők Háza Kamarakórusa, 1965-től a Mecsek Kórus élén. 44 évig állt a Pécsi Egyetemi Kórus élén. Ezenkívül 1990 és 1998 között pécsi önkormányzati képviselő volt.
A KÓTA elnökségének és művészeti bizottságának tagja, a Pécsi Nemzetközi Kamarakórus Fesztiválok művészeti titkára. Nemzetközi és hazai versenyek, fesztiválok zsűritagja.
Hangszeres és vokális zeneműveket, tankönyveket, tanulmányokat, cikkeket ír. Kórusaival számos külföldi versenyen és fesztiválon vett részt, összesen 69 díjat nyert.
Tizennégy CD, valamint két szerzői lemez fűződik nevéhez.

## Díjai, elismerései
- Kodály Zoltán-emlékérem (1976)
- Pécs Közművelődéséért Emlékérem (1977)
- Janus Pannonius Emlékérem (Pécs) (1980)
- Liszt Ferenc-díj (1982)
- SZOT-díj (1986)
- Pécs Város Millecentenáriumi díja (1996)
- Grastyán-díj (1996)
- Magyar Örökség díj (2005)
- Weiner Leó-díj (2006)
- Magyar Köztársasági Arany Érdemkereszt (2006)[2]
- Pro Civitate díj (2009)
- Csokonai Vitéz Mihály-díj (2010)
- Érdemes művész (2013)
- Pécs díszpolgára (2013)
- Kossuth-díj (2016)

- Tüke-díj (2021)